# Leopoldsdorf im Marchfeld
Leopoldsdorf im Marchfeld (bis 2021: Leopoldsdorf im Marchfelde) ist eine Marktgemeinde mit 3018 Einwohnern (Stand 1. Jänner 2024) im Bezirk Gänserndorf in Niederösterreich.

## Geografie

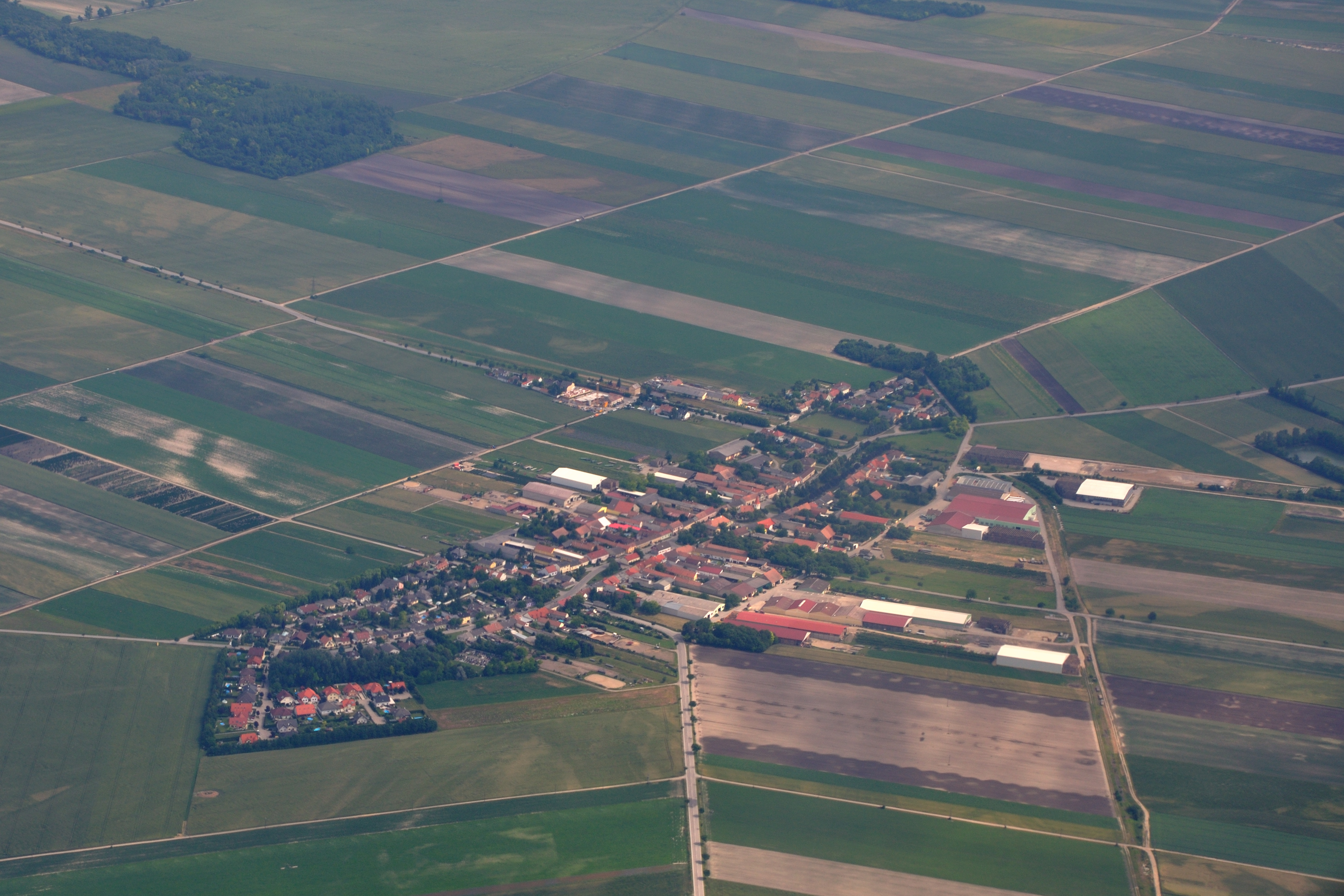
Luftbild von Breitstetten (2011)

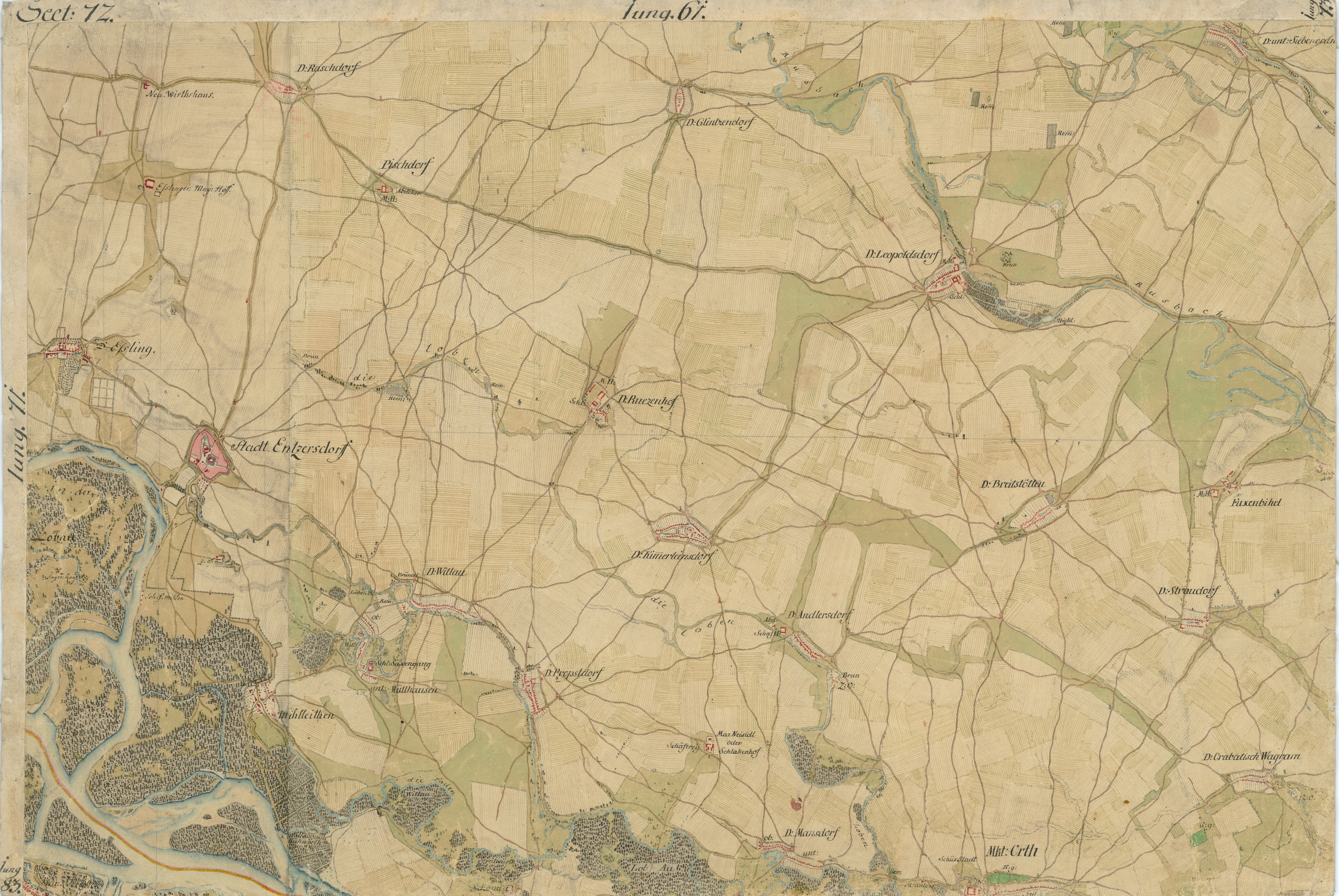
Leopoldsdorf um 1790 (Josephinische Landesaufnahme)

Leopoldsdorf um 1873 (Aufnahmeblatt der Landesaufnahme)

Leopoldsdorf im Marchfeld liegt im Zentrum des Marchfelds am Rußbach (Marchfeldkanal) im Weinviertel in Niederösterreich. Die Fläche der Marktgemeinde umfasst 28,95 Quadratkilometer, wobei die Katastralgemeinde Leopoldsdorf im Marchfelde 17,24 und die Katastralgemeinde Breitstetten 11,71 Quadratkilometer groß ist. 6,27 Prozent der Fläche sind bewaldet.

### Gemeindegliederung
Das Gemeindegebiet umfasst folgende zwei Ortschaften (in Klammern Einwohnerzahl Stand 1. Jänner 2024):
- Breitstetten (439), (kroat. Bratštatin auch: Praštiena)[3]
- Leopoldsdorf im Marchfeld (2579) mit Kempfendorf

Die Gemeinde besteht aus den Katastralgemeinden Breitstetten und Leopoldsdorf im Marchfeld.
Im Zuge der NÖ. Kommunalstrukturverbesserung wurden zum 1. Jänner 1968 die Gemeinden Breitstetten und Leopoldsdorf im Marchfelde zur Gemeinde Leopoldsdorf im Marchfelde zusammengelegt.

### Nachbargemeinden
| Glinzendorf     | Obersiebenbrunn                             | Untersiebenbrunn |
| Groß-Enzersdorf | Kompassrose, die auf Nachbargemeinden zeigt | Haringsee        |
| Andlersdorf     | Orth                                        |                  |

## Geschichte
Die älteste Nennung des Ortes stammt vom berühmten Minnesänger Tannhäuser im Jahre 1246, der einen Besitz (Lehen) in Leopoldsdorf hatte.
Frühere Namen von Leopoldsdorf waren Liutpoltsdorf daz lit bi Luchse nahen (Besitzer Tannhäuser), Leupoltzdorf, Lewpoltsdorf, Leoppoltsdorf, Luiberstorff, Leutmannsdorf, Loibersdorf, Loypersdorf (Karte von Georg Matthäus Vischer), Loipersdorf, Loibersdorff und Leopoldsdorf VUMB (Viertel unter dem Manhartsberg). Die bis 2021 gültige Schreibweise Leopoldsdorf im Marchfelde ging auf eine Veröffentlichung im Landesgesetzblatt aus dem Jahr 1916 zurück.
Im Zuge der NÖ. Kommunalstrukturverbesserung wurden im Jahre 1971 die beiden Gemeinden Leopoldsdorf und Breitstetten zur Großgemeinde Leopoldsdorf im Marchfelde zusammengelegt.
In der 57. Sitzung der XII. Gesetzgebungsperiode des NÖ Landtages wurde Leopoldsdorf im Marchfelde am 9. Juli 1987 durch einstimmigen Beschluss zur Marktgemeinde erhoben.
Mit 1. September 2021 wurde die Gemeinde mittels Bescheid IVW3-M-3083101/001-2021 der NÖ-Landesregierung von Leopoldsdorf im Marchfelde in Leopoldsdorf im Marchfeld umbenannt.

## Kultur und Sehenswürdigkeiten

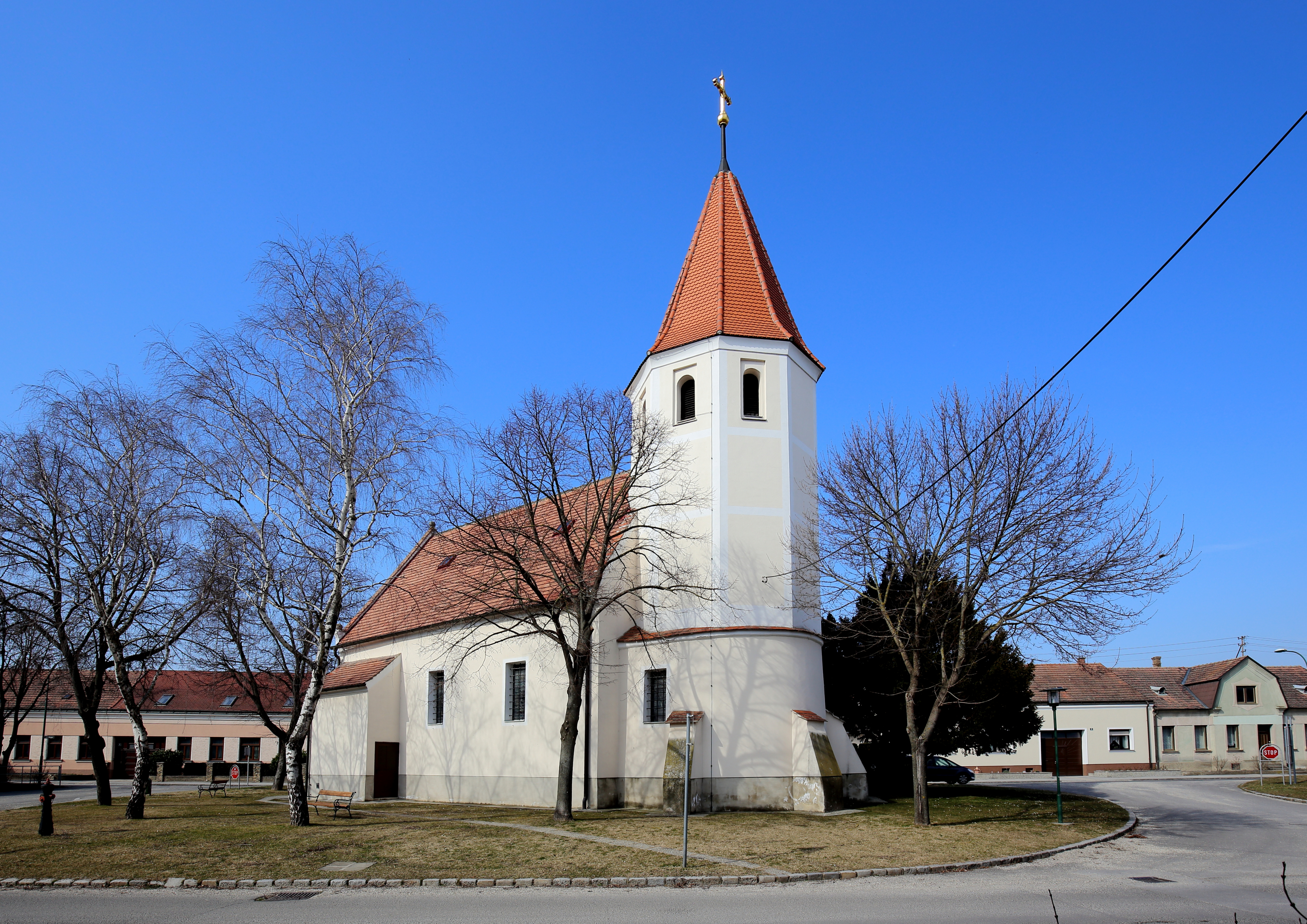
Pfarrkirche Breitstetten

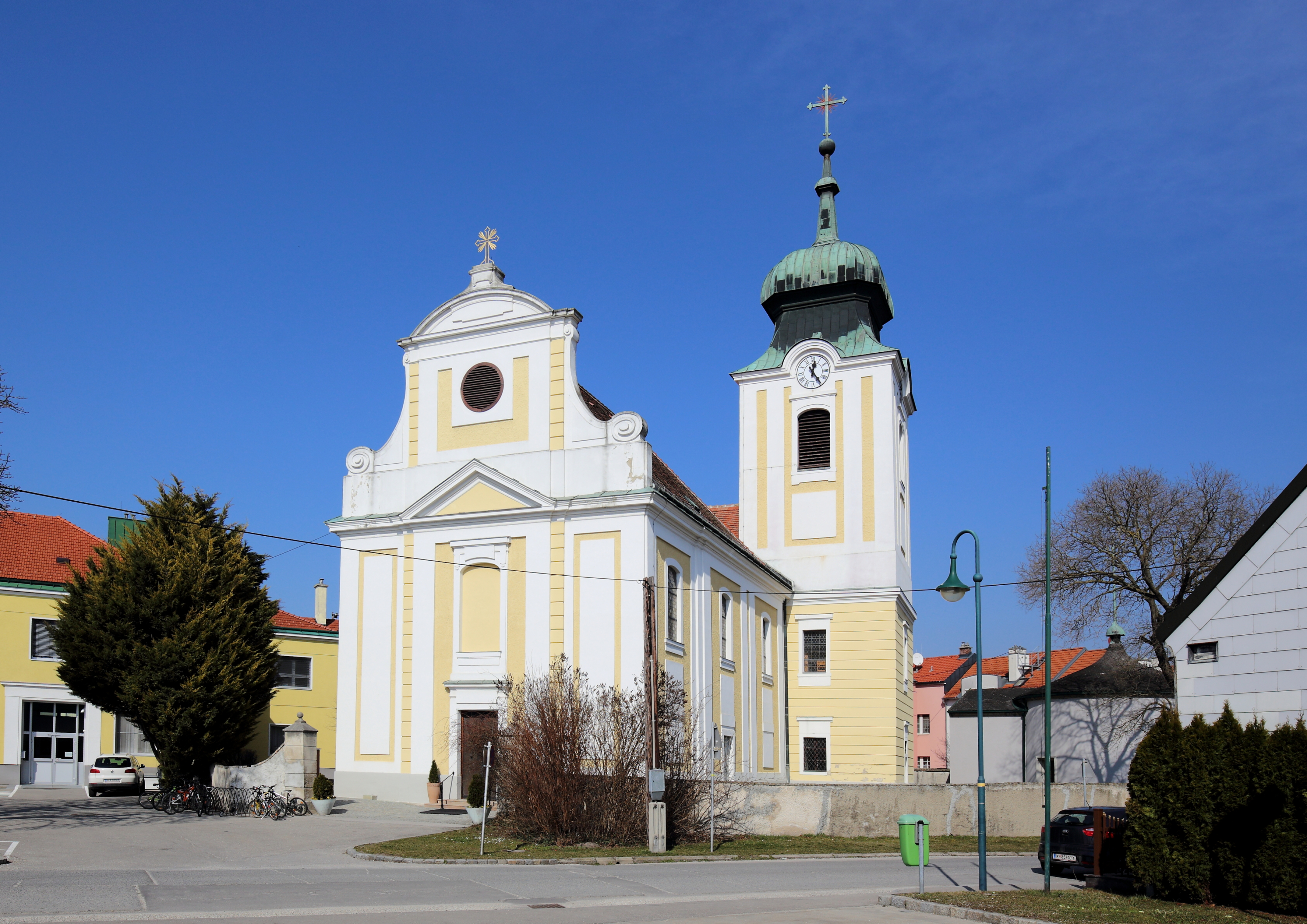
Pfarrkirche Leopoldsdorf im Marchfeld

### Bauwerke
- Katholische Pfarrkirche Breitstetten hl. Anna
- Katholische Pfarrkirche Leopoldsdorf im Marchfeld hl. Markus: Der barocke Sakralbau wurde von 1771 bis 1774 errichtet, wobei vermutlich der Turm des Vorgängerbaues bis zum Glockengeschoß in den Neubau integriert wurde.
- Heimatmuseum
- Österreichisches Spiele Museum (geschlossen)
- Dampfmaschinenmuseum (Breitstetten)
- Marktstein im Schubertpark
- Rathaus der Marktgemeinde Leopoldsdorf
- ehemaliger Flugplatz Leopoldsdorf im Marchfeld
- Zuckerfabrik Leopoldsdorf

## Wirtschaft und Infrastruktur
Nichtlandwirtschaftliche Arbeitsstätten gab es im Jahr 2001 94, land- und forstwirtschaftliche Betriebe nach der Erhebung 1999 40. Die Zahl der Erwerbstätigen am Wohnort betrug nach der Volkszählung 2001 1072. Die Erwerbsquote lag 2001 bei 46,44 Prozent.
Im Ort betreibt die Agrana eine seit 1901 bestehende Zuckerfabrik mit 150 Mitarbeitern (und 100 weiteren während der Kampagne, der Anlieferungszeit der Rüben). Im März 2025 wurde die Schließung der Fabrik bekanntgegeben. Als Gründe wurden steigende Produktionskosten, zunehmender Wettbewerbsdruck durch den Rückgang des Zuckerverbrauchs in der EU sowie regulatorische Vorgaben angegeben. Die Anbaufläche für Zuckerrüben ist in Niederösterreich von etwa 40.000 Hektar (im Jahr 2017) auf 26.000 ha bei hohem Flächenertrag (2020) gefallen. Als letzte Zuckerfabrik der Agrana bleibt jene in Tulln bestehen.

### Musik
- Zweigstelle der Musikschule Gänserndorf
- Musikverein Leopoldsdorf
- Männergesangsverein
- Jugendblasorchester der Musikschule Leopoldsdorf

### Vereine
- Eldorado Linedancer
- Elternverein der SportMS Leopoldsdorf
- Elternverein der Volksschule Leopoldsdorf
- Erster Marchfelder Fischereiverein
- Hundetreff
- Jagdgesellschaft Leopoldsdorf
- Katholische Frauenbewegung
- Kinderfreunde Leopoldsdorf
- Kirchenchor
- Männergesangsverein Leopoldsdorf
- Musikverein Leopoldsdorf
- Pensionistenverband
- Radclub Leopoldsdorf
- Schützengilde Leopoldsdorf
- Soziales Hilfswerk Leopoldsdorf
- Spiel.Musik Leopoldsdorf
- Sportklub Leopoldsdorf
- Tennisclub Leopoldsdorf
- Volkshilfe Marchfeld
- Burschenbund Breitstetten
- Jagdgesellschaft Breitstetten
- Katholische Frauenbewegung Breitstetten
- Musikverein Breitstetten
- Pensionistenverband Breitstetten

### Sport
Der SC Leopoldsdorf spielt in der 2. Landesliga Ost (Fußball) und hat 6 Nachwuchsmannschaften.
Es gibt einen Tennisklub (TKL) und einen Radclub Leopoldsdorf.

## Politik

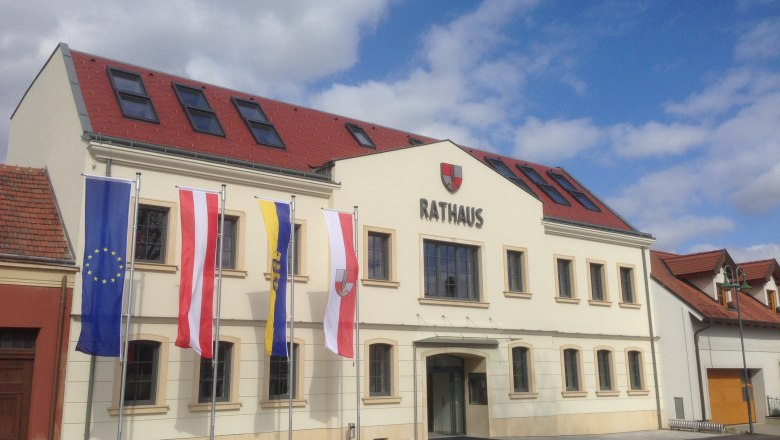
Rathaus

### Gemeinderat
Der Gemeinderat hat 21 Mitglieder.
- Nach den Gemeinderatswahlen in Niederösterreich 1990 hatte der Gemeinderat folgende Verteilung: 15 SPÖ, 5 ÖVP und 1 FPÖ.
- Nach den Gemeinderatswahlen in Niederösterreich 1995 hatte der Gemeinderat folgende Verteilung: 14 SPÖ, 5 ÖVP und 2 FPÖ.[10]
- Nach den Gemeinderatswahlen in Niederösterreich 2000 hatte der Gemeinderat folgende Verteilung: 15 SPÖ, 5 ÖVP und 1 FPÖ.[11]
- Nach den Gemeinderatswahlen in Niederösterreich 2005 hatte der Gemeinderat folgende Verteilung: 16 SPÖ und 5 ÖVP.[12]
- Nach den Gemeinderatswahlen in Niederösterreich 2010 hatte der Gemeinderat folgende Verteilung: 14 SPÖ, 6 ÖVP und 1 FPÖ.[13]
- Nach den Gemeinderatswahlen in Niederösterreich 2015 hatte der Gemeinderat folgende Verteilung: 13 SPÖ, 6 ÖVP, 1 FPÖ und 1 Grüne.[14]
- Nach den Gemeinderatswahlen in Niederösterreich 2020 hat der Gemeinderat folgende Verteilung: 13 SPÖ, 7 ÖVP und 1 FPÖ.[15]
- Nach den Gemeinderatswahlen in Niederösterreich 2025 hat der Gemeinderat folgende Verteilung: 13 SPÖ, 6 ÖVP und 2 FPÖ.[16]

### Bürgermeister
- 1919–1925 Sebastian Heeberger (Christlichsoziale Partei)
- 1925–1929 Anton Mikulcik (SPÖ)
- 1929–1933 Rudolf Reuser (Wirtschaftspartei)
- 1945–1960 Anton Mikulcik (SPÖ)
- 1960–1960 Josef Schreiner (SPÖ)
- 1960–1965 Josef Holubek (SPÖ)
- 1965–1975 Karl Winkler (SPÖ)
- 1975–1989 Ludwig Vymyslicky (SPÖ)
- 1989–2009 Peter Nagel (SPÖ)
- 2009–2019 Thomas Nentwich (SPÖ)
- seit 2019 Clemens Nagel (SPÖ)

### Wappen
Der Gemeinde wurde 1987 folgendes Wappen verliehen:
Ein von Rot und Silber gevierteter Schild, belegt mit einer aus dem Schildfuß wachsenden goldenen Ähre.
Die aus dem Gemeindewappen abzuleitenden Farben sind „Rot-Weiß“.

### Gemeindepartnerschaften
- Sereď, Slowakei

## Persönlichkeiten

### Söhne und Töchter der Gemeinde
- Philippine von Edelsberg (1838–1917), Opernsängerin
- Felix Gasselich (1930–2000), Fußballspieler